# サッソ・マルコーニ
サッソ・マルコーニ（伊: Sasso Marconi）は、イタリア共和国エミリア＝ロマーニャ州ボローニャ県にある、人口約15,000人の基礎自治体（コムーネ）。
コムーネの名称は、この地で暮らしていた無線電信の開発者グリエルモ・マルコーニに因む。

## 名称
標準イタリア語以外の言語では以下の名称を持つ。
- エミリア語ボローニャ方言 (it) : al Sâs [4]

サッソ（Sosso）は「岩」を意味する。この地域には特徴的な鮮新世の岩石地形があり、Sasso della Glosina と呼ばれている。
20世紀初頭までこのコムーネは Praduro e Sasso や Sasso Bolognese といった名で呼ばれていたが、この地で暮らしていたグリエルモ・マルコーニを記念し、1938年にサッソ・マルコーニに改められた。

## 地理

### 位置・広がり
ボローニャ県中部に位置するコムーネで、県都ボローニャの南西約17kmに位置する。

#### 隣接コムーネ
隣接するコムーネは以下の通り。
- カザレッキオ・ディ・レーノ - 北
- ボローニャ - 北東
- ピアノーロ - 東
- モンツーノ - 南
- マルツァボット - 南西
- モンテ・サン・ピエトロ - 西
- ゾーラ・プレドーザ - 北西

### 地勢
サッソ・マルコーニの中心集落はレーノ川 (it:Reno (Italia)) 左岸（西岸）に位置する。集落の南でレーノ川にセッタ川 (it:Setta (fiume)) が右岸から合流する。
- レーノ川とセッタ川の合流点
- セッタ川

### 気候分類・地震分類
サッソ・マルコーニにおけるイタリアの気候分類 (it) および度日は、zona E, 2339 GGである。
また、イタリアの地震リスク階級 (it) では、zona 3 (sismicità bassa) に分類される。

## 歴史
20世紀初頭までこのコムーネは Praduro e Sasso と呼ばれていた。1935年、勅許（Regio Decreto）によりサッソ・ボロネーゼ（Sasso Bolognese）に改められた。1938年、グリエルモ・マルコーニ（1874年 - 1937年）を記念し、サッソ・マルコーニと改称した。

## 行政

### 山岳部共同体
広域行政組織である山岳部共同体 Comunità montana Cinque Valli Bolognesi （事務所所在地: ピアノーロ）に加わっている。

### 分離集落
サッソ・マルコーニには以下の分離集落（フラツィオーネ）がある。
- Capoluogo di Sasso Marconi (sede comunale), Borgonuovo-Pontecchio, Fontana, Badolo-Battedizzo, Tignano-Roma

## 文化・観光
マルコーニ博物館
マルコーニが暮らした邸宅ヴィッラ・グリフォーネ (it:Villa Griffone) は、マルコーニ博物館 (it:Museo Marconi) になっている。
- マルコーニ博物館（ヴィッラ・グリフォーネ）
- Santuario della Madonna del Sasso
- Santuario della Madonna del Sasso （背面）。右奥に Castel del Vescovo

## 交通

### 道路
高速道路
- アウトストラーダ A1
〔… - ボローニャ〕 - サッソ・マルコーニ - 〔フィレンツェ - …〕

国道・県道
- SS64  (it:Strada statale 64 Porrettana)
- SP325  (it:Strada statale 325 di Val di Setta e Val di Bisenzio)

### 鉄道
- ポッレッターナ線 (it:Ferrovia Porrettana) 
〔ボローニャ〕 - ポンテッキオ・マルコーニ駅 - サッソ・マルコーニ駅 (it)  - 〔ピストイア〕

## 姉妹都市
姉妹都市として、コムーネ公式サイトでは以下の3自治体を挙げている。
- Helston、イギリス
- Sassenage、フランス
- シデルノ、イタリア (レッジョ・カラブリア県)